# Schizonycha meracula
Schizonycha meracula är en skalbaggsart som beskrevs av Louis Albert Péringuey 1904. Schizonycha meracula ingår i släktet Schizonycha och familjen Melolonthidae. Inga underarter finns listade i Catalogue of Life.